# Oldřich Zábrodský
Oldřich Zábrodský, češki hokejist, * 27. februar 1926, Praga, Češka, † 22. september 2015.
Zábrodský je bil dolgoletni hokejist kluba LTC Praha, s katerim je v sezonah 1945/46, 1946/47, 1947/48 in 1948/49 osvojil naslov češkoslovaškega državnega prvaka. Po prebegu je igral za HC Davos in Lausanne HC v švicarski ligi.
Za češkoslovaško reprezentanco je igral na enih olimpijskih igrah, kjer je bil dobitnik srebrne medalje. Po Zimskih olimpijskih igrah 1948 v Švici sta z Miroslavom Slámo pobegnila iz reprezentančnega tabora in ostala v Švici, po nekaj letih pa je emigriral v ZDA. Skupno je za češkoslovaško reprezentanco odigral 21 tekem in dosegel en gol. 
Tudi njegov brat Vladimír je bil hokejist. 